# Elyra albiscripta
Elyra albiscripta là một loài bướm đêm trong họ Noctuidae.